# Adam Granduciel
Adam Granduciel, właśc. Adam Granofsky (ur. 15 lutego 1979 w Dover, Massachusetts) – amerykański gitarzysta, piosenkarz, autor tekstów i producent muzyczny. Jest frontmanem i głównym autorem tekstów zespołu rockowego The War on Drugs, z którym nagrał pięć albumów studyjnych, a także byłym członkiem zespołu The Violators.

## Życiorys

### Wczesne lata
Adam Granduciel urodził się w Dover w stanie Massachusetts. Jego ojciec Mark Granofsky jest Amerykaninem w pierwszym pokoleniu, który urodził się w rodzinie rosyjsko-żydowskich imigrantów. Uczęszczał do Roxbury Latin School w West Roxbury. Jest absolwentem Dickinson College, gdzie studiował malarstwo i fotografię.

### Życie prywatne
Od 2014 roku Adam Granduciel jest w związku z  amerykańską aktorką Krysten Ritter. W lutym 2019 Ritter ujawniła, że ona i Granduciel spodziewają się pierwszego dziecka. Ich syn, Bruce Julian Knight Granofsky, urodził się 29 lipca 2019 roku.

## Dyskografia

### The War on Drugs

#### Albumy studyjne
- Wagonwheel Blues (2008)
- Slave Ambient (2011)
- Lost in the Dream (2014)
- A Deeper Understanding (2017)
- I Don't Live Here Anymore (2021)

#### Minialbumy
- Barrel of Batteries (2007)
- Future Weather (2010)